# Sven Magnusson (politiker)
Sven Magnusson', född 2 juni 1826 i Ullervads församling, Skaraborgs län, död där 20 november 1885, var en svensk hemmansägare och riksdagspolitiker.
Magnusson var ledamot av Sveriges riksdags andra kammare i slutet av 1800-talet.